# 해주도 병풍
해주도 병풍(海州圖 屛風)은 부산광역시 서구에 있는 병풍이다. 2017년 12월 6일 부산광역시의 유형문화재 제183호로 지정되었다.

## 개요
해주도 병풍은 황해도 감영 소재지 해주성 일대의 경관을 그린 실경도로 산수화, 풍속화, 행사기록화, 회화식 지도 등 여러 요소가 한 화면에 조합된 6폭의 병풍 그림이다. 고종 4년(1867) 직후에 제작된 걸로 알려진 이 작품은 18세기 이후 산수화와 기록화 발달에 힘입어 유행한 회화식 지도와 맥락을 같이 한다. 특히 황해도 감영을 그린 지도로는 현재 유일하게 남아 있다.
이 작품은 회화 수준이 높으며 매우 세밀하고 정교한 표현양식을 사용하고 있어 당시 최고 수준의 기량을 갖춘 화원의 작품으로 추측된다. 또 해주가 황해도 감영에 속해 있었기 때문에 자비대령화원의 화사군관(조선 후기 지방 감영에 파견돼 공식적인 도화업무를 수행한 규장각 소속의 화원)에 의해 그려진 작품으로도 추정된다.

## 참고 자료
- 해주도 병풍 - 국가유산청 국가유산포털